# Ne change rien
Pour plus de détails, voir Fiche technique et Distribution.
Ne change rien est un documentaire de Pedro Costa sorti en 2010.

## Synopsis
Un documentaire sur la musique, les concerts et les enregistrements de l'actrice et chanteuse Jeanne Balibar.

## Fiche technique
- Réalisation  : Pedro Costa
- Pays :  Portugal,  France
- Musique : Rodolphe Burger, Pierre Alferi, Jeanne Balibar, Jacques Offenbach
- Son : Philippe Morel, Olivier Blanc, Vasco Pedroso, Miguel Cabral, Jean-Pierre Laforce
- Date de sortie : 27 janvier 2010
- Durée : 98 minutes
- Format : noir et blanc

## Distribution
- Jeanne Balibar : elle-même
- Rodolphe Burger : lui-même
- Hervé Loos : lui-même
- Arnaud Dieterlen : lui-même
- Joël Theux : lui-même
- François Loriquet : lui-même
- Fred Cacheux : lui-même

## Autour du film
- Le film a été présenté à la Quinzaine des réalisateurs du Festival de Cannes 2009.
- Le titre du film, qui est le titre d'une chanson de l'album Paramour de Jeanne Balibar, est emprunté à la phrase de Godard Ne change rien pour que tout soit différent qu'il dit dans ses Histoire(s) du cinéma.